# Île Seguin

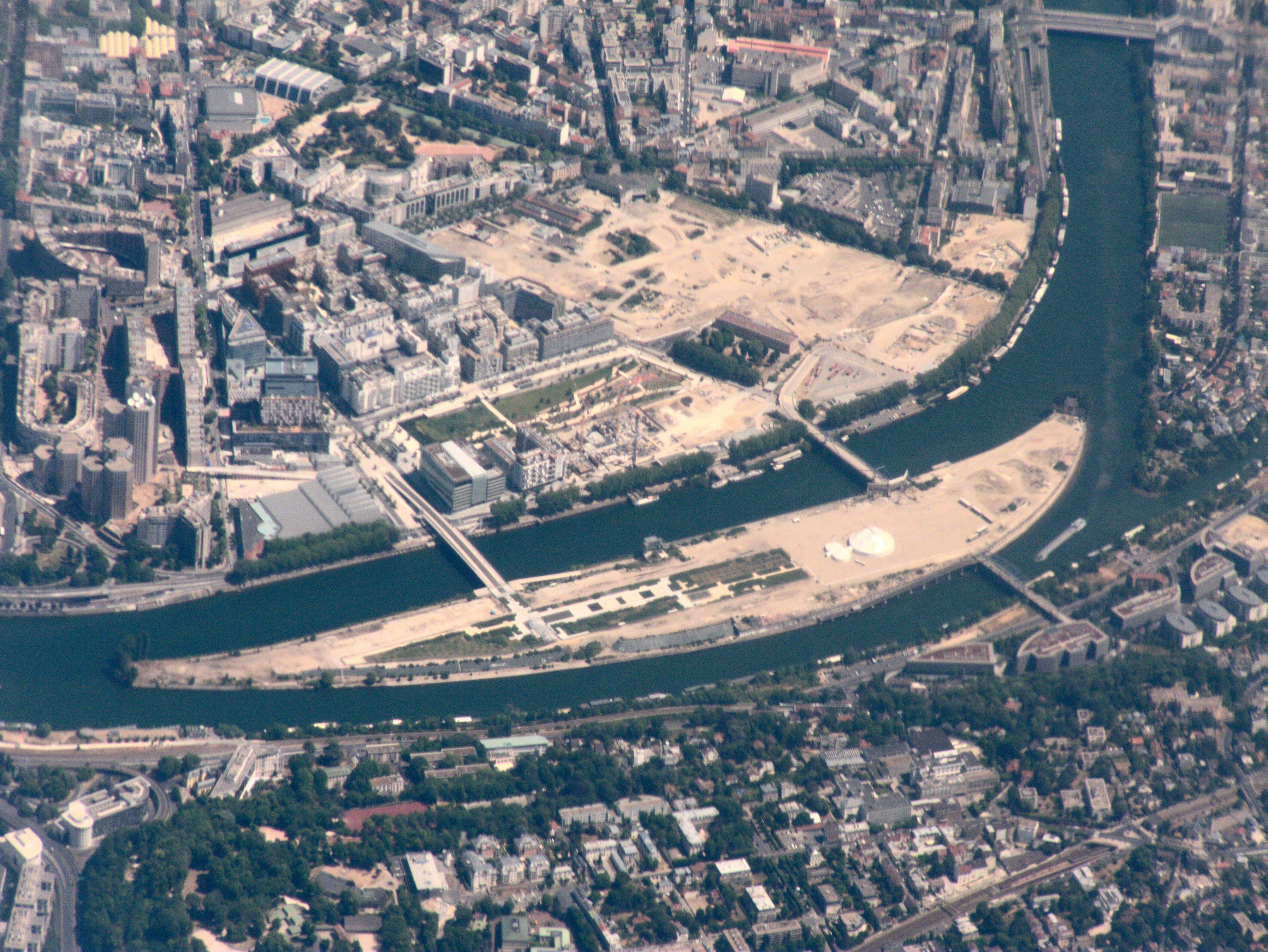
Île Seguin

Île Seguin är en ö i Seine, Frankrike, mellan öarna Boulogne-Billancourt och Sèvres, väster om Paris.
Under större delen av 1900-talet inrymde den en Renault-fabrik tills produktionen upphörde 1992, då den sista Renault 5 Superfast tillverkades. Fabriken revs 2004–2005.
I april 2017 öppnade musikpaviljongen och konstcentret La Seine Musicale där.